# NGC 5426
NGC 5426 ist eine Spiralgalaxie vom Hubble-Typ SA(s)c im Sternbild Jungfrau am Nordsternhimmel, die schätzungsweise 113 Millionen Lichtjahre von der Milchstraße entfernt ist. Sie bildet mit NGC 5427 das wechselwirkende Galaxienpaar Arp 271. Die beiden Systeme sind sich so nahegekommen, dass die gegenseitigen Anziehungskräfte für einen Materialaustausch zwischen den Galaxien sorgen.
Halton Arp gliederte seinen Katalog ungewöhnlicher Galaxien nach rein morphologischen Kriterien in Gruppen. Dieses Galaxienpaar gehört zu der Klasse Doppelgalaxien mit verbundenen Armen.
Das Objekt wurde am 5. März 1785 von dem deutsch-britischen Astronomen Friedrich Wilhelm Herschel entdeckt.